# Bogdan Wojtuś
Bogdan Józef Wojtuś (ur. 4 lipca 1937 w Łąsku Wielkim, zm. 20 października 2020 w Poznaniu) – polski duchowny rzymskokatolicki, doktor nauk teologicznych, rektor Prymasowskiego Wyższego Seminarium Duchownego w Gnieźnie w latach 1982–1988, biskup pomocniczy gnieźnieński w latach 1988–2012, od 2012 biskup pomocniczy senior archidiecezji gnieźnieńskiej.

## Życiorys
Urodził się 4 lipca 1937 w Łąsku Wielkim. W latach 1951–1955 kształcił się w Liceum Ogólnokształcącym w Sępólnie Krajeńskim, uzyskując świadectwo dojrzałości. W latach 1955–1961 odbył studia filozoficzno-teologiczne w Prymasowskim Wyższym Seminarium Duchownym w Gnieźnie. Święceń prezbiteratu udzielił mu 20 maja 1961 w bazylice prymasowskiej Wniebowzięcia Najświętszej Maryi Panny w Gnieźnie kardynał Stefan Wyszyński, prymas Polski. W latach 1964–1968 studiował na Wydziale Teologicznym Katolickiego Uniwersytetu Lubelskiego, gdzie uzyskał magisterium z teologii moralnej. Tamże w 1972 otrzymał doktorat na podstawie dysertacji Deontologia pracowników środków przekazu społecznego według «Inter mirifica».
Pracował jako wikariusz w parafiach św. Mikołaja w Czeszewie (1961–1964) i św. Marcina w Jarocinie (1964). W latach 1971–1982 był zatrudniony w kurii gnieźnieńskiej, gdzie zajmował stanowiska referenta wydziału duszpasterskiego, diecezjalnego duszpasterza służby zdrowia i diecezjalnego duszpasterza rodzin. Zasiadał w radzie duszpasterskiej i radzie kapłańskiej, w której pełnił funkcję sekretarza. Był także członkiem komisji głównej, która przygotowywała II synod archidiecezji gnieźnieńskiej w 1981. W 1982 został ustanowiony prałatem-prepozytem kapituły kolegiackiej św. Jerzego w Gnieźnie.
Od 1975 był wykładowcą w Prymasowskim Wyższym Seminarium Duchownym w Gnieźnie, gdzie prowadził wykłady z teologii moralnej i spowiednictwa. W latach 1982–1988 sprawował urząd rektora seminarium. Objął wykłady również w Prymasowskim Instytucie Teologicznym w Gnieźnie i Prymasowskim Instytucie Kultury Chrześcijańskiej w Bydgoszczy. W 1984 został członkiem Komisji Episkopatu ds. Seminariów Duchownych. W publikacjach z zakresu teologii moralnej poruszał m.in. zagadnienie moralnych aspektów pomocy umierającemu.
24 września 1988 papież Jan Paweł II prekonizował go biskupem pomocniczym archidiecezji gnieźnieńskiej ze stolicą tytularną Vassinassa. Święcenia biskupie przyjął 8 października 1988 w bazylice prymasowskiej Wniebowzięcia Najświętszej Maryi Panny w Gnieźnie. Głównym konsekratorem był kardynał Józef Glemp, prymas Polski, zaś współkonsekratorami biskupi pomocniczy gnieźnieńscy: Jan Czerniak i Jan Wiktor Nowak. Jako dewizę biskupią przyjął słowa: „Evangelizare pauperibus” (Głosić Ewangelię ubogim). W 1988 został wikariuszem generalnym archidiecezji. Pełnił funkcje przewodniczącego: wydziału duszpasterstw specjalistycznych, archidiecezjalnej komisji ds. budownictwa i konserwacji kościołów i budynków kościelnych oraz synodalnej komisji przygotowawczej III synodu archidiecezji gnieźnieńskiej. Należał do rady kapłańskiej, kolegium konsultorów i rady duszpasterskiej. Uczestniczył w przygotowaniach do archidiecezjalnych obchodów milenium: śmierci św. Wojciecha (1997), jego kanonizacji (1999) oraz utworzenia metropolii (2000), a także brał udział w organizacji wizyty apostolskiej papieża Jana Pawła II w Bydgoszczy w 1999. W 1991 został mianowany kanonikiem gremialnym gnieźnieńskiej kapituły prymasowskiej, zaś w 1994 został jej prepozytem. Wraz z członkami kapituły przyczynił się do przywrócenia w 2009 tytułu Prymasa Polski arcybiskupom gnieźnieńskim. 15 września 2012 papież Benedykt XVI przyjął jego rezygnację ze sprawowania funkcji biskupa pomocniczego archidiecezji gnieźnieńskiej.
W ramach Konferencji Episkopatu Polski był członkiem Komisji ds. Duszpasterstwa Rodziny (Rady ds. Rodziny), Komisji ds. Seminariów Duchownych i Komisji Duchowieństwa. Pełnił również funkcję wizytatora apostolskiego diecezjalnych wyższych seminariów duchownych w Gościkowie-Paradyżu, Koszalinie i Szczecinie oraz zakonnych w Krakowie.
Był współkonsekratorem podczas sakr biskupów pomocniczych gnieźnieńskich: Stanisława Gądeckiego (1992) i Wojciecha Polaka (2003).
17 października 2020 w wyniku zarażenia koronawirusem SARS-CoV-2 i powiązaną z nim chorobą COVID-19 trafił do szpitala w Poznaniu, gdzie zmarł trzy dni później. 24 października 2020 po mszy świętej pogrzebowej w bazylice prymasowskiej w Gnieźnie został pochowany w krypcie biskupów pomocniczych gnieźnieńskich kościoła św. Piotra i Pawła, znajdującego się na terenie cmentarza św. Piotra w Gnieźnie.